# Дидона
Дидона (стгрч. Διδώ), такође позната као Елиза (Ἔλισσα), била је легендарна оснивачица и прва краљица феничанског града-државе Картагине (која се налази у Тунису), 814. пре Христа. У већини извештаја, она је била краљица феничанског града-државе Тира (која се налази у Либану) која је побегла од тираније да би основала свој град у северозападној Африци. Позната само кроз древне грчке и римске изворе, који су сви написани много после оснивања Картагине, њена историчност остаје неизвесна. Најстарије спомињање Дидоне приписује се Тимеју, који је био активан око 300. године пре нове ере, око пет векова након датума датог за оснивање Картагине.
Тимеј, Тауроменијанац, испричао је легенде о оснивању Картагине од стране Дидоне у својој Сицилијанској историји. Према његовом извештају, Дидона је основала Картагину 814. пре Христа, отприлике у исто време када је основан Рим, и алудирао је на растући сукоб између два града у његово време.
Детаљи о Дидонином карактеру, животу и улози у оснивању Картагине најпознатији су из Вергилијеве епске песме Енејида, написане око 20. пре Христа, која говори о легендарној причи о тројанском јунаку Енеју. Дидона је описана као паметна и предузимљива жена која бежи од свог немилосрдног и аутократског брата Пигмалиона, након што је открила да је он одговоран за смрт њеног мужа. Као мудри вођа, она оснива Картагину и град напредује.
Дидона је била трајна фигура у западној култури и уметности од ране ренесансе до 21. века. Почетком 20. века постала је национални симбол Туниса, а жене из Туниса се поетски могу описати као „Кћерке Дидоне“.
Туниска валута са приказом Дидоне (Елисе) издата је 2006.

## Име
Многа имена у легенди о Дидони су пунског порекла, што сугерише да су први грчки аутори који помињу ову причу преузели феничанске приче. Једна сугестија је да је Дидона епитет из истог семитског корена као и Давид, што значи "вољени". Остали извори говоре да Дидона значи  "луталица".
Према Мари-Пјер Ноел, „Elishat/Elisha“ је име које је више пута потврђено на пунским вотивима. Састоји се од пунског рефлекса *ʾil- „бог“, удаљеног феничанског бога ствараоца Ел, такође име за Бога у јудаизму, и „‐issa“, што би могло бити или „ʾiš" (𐤀𐤎)  значи „ватра“ , или друга реч за "жену". Други радови наводе да је то женски облик Ел. На грчком се појављује као Theiossô, што преводи Елиса: el постаје theos.

## Дидона у клaсичним изворима
Прича о Дидони се први пут јавља у делу римског писца Гнеја Помпеја Трога. 
У најстаријој верзији, Дидона је била кћерка краља Матана I од Тира. Отац је хтео да га наследе њен брат Пигмалион и она. Када је њен брат одрастао, Дидона, која је била позната по својој лепоти, се већ удала за Акербаса, високог свештеника Мелкарта, познатог по великом богатству. Пигмалион је наредио убиство Акербаса.
Дидона је на превару покупила мужево злато и побегла, и тиме се осветила свом брату. Уточиште је пронашла на Кипру где се њеним присталицама придружило 80 проститутки.
Дидона је пронашла уточиште на обали Северне Африке. Тамо је од домородаца затражила привремено уточиште. Они су пристали Феничанима дати земљу само онолико велику колико је може покрити говеђа кожа. Дидона је кожу изрезала на најситније делове и њоме опасала цело једно брдо. Тако су Феничани добили пространо подручје. Феничани су, уз помоћ, раније основане феничанске колоније Утике саградили Картагину.
Иарбас, владар суседних Макситанаца, био је завидан на богатству Картагине, па ја затражио да се Дидона уда за њега, иначе ће објавити Картагини рат. Дидона је пристала настојећи да ће спасити свој град, али се приликом жртвене церемоније бацила на мач и изгорела.

## Дидона у Енеиди
Вергилије је у свом епу причу у Дидони употпунио легендом о Енеји, тројанском принцу који након пада Троје води избеглице преко Медитерана.
Енеја у епу долази у Северну Африку где је Картагина моћни град држава.
Под утицајем Богова, Енеја и Дидона се заљубе, али Енеја на крају одлази у Италију, где ће његови потомци освојити Рим.
Дидона остављена, симболички спаљује оружје и све предмете које је Енеја оставио, а потом се баца на мач и спаљује себе. Њене последње речи су да ће Картагина бити вечни непријатељ Рима, све до уништења тог града у пунским ратовима.